# Toyi Djigla
Kpodégbé Lanmanfan Toyi Djigla ist König von Allada im Benin.

## Leben
Er bestieg als 16. König von Allada den Thron am 2. Dezember 1992. Er war Vorsitzender des Obersten Rates der Afrikanischen Könige. Im Jahr 2001 hielt er sich anlässlich der Internationalen Jahresversammlung der Moslemischen Gemeinde in Mannheim zu einem offiziellen Besuch in Deutschland auf. Er besuchte mehrere deutsche Städte. Sein Sitz befindet sich im Dorf Togoudo bei Allada.